# سی‌ال (خواننده)
لی چه-رین (به کره‌ای: 이채린) (زادهٔ ۲۶ فوریهٔ ۱۹۹۱) که بیشتر با نام هنری سی‌اِل (به انگلیسی: CL) شناخته می‌شود، یک خوانندهٔ اهل کره جنوبی است.

وی در سئول زاده شد و بیشتر دوران کودکی خود را در ژاپن و فرانسه گذراند. از وی به‌عنوان «ملکهٔ رپ کی-پاپ»یاد می شود. او پس از آموزش زیرنظر جی‌وای‌پی اینترتینمنت، به وای‌جی اینترتینمنت ملحق و عضوی از گروه توانی‌وان شد.
اولین تک‌آهنگ سی‌ال با عنوان «بدترین زن»، در ۲۸ مه ۲۰۱۳ منتشر شد. در ۱۵ اکتبر ۲۰۱۴، آغاز فعالیت‌های وی در آمریکا زیر‌نظر اسکوتر براون، اعلام شد. آلبوم انگلیسی او شامل همکاری‌هایی با فلورنس اند د مشین، لیل یاتی، دیپلو و اسکریلکس بود.

## ترانه‌شناسی

### به‌عنوان خوانندهٔ اصلی
| عنوان                      | سال  | جایگاه | آلبوم      |
| عنوان                      | سال  | گائون  | آلبوم      |
| -------------------------- | ---- | ------ | ---------- |
| "لطفاً نرو" (به‌همراه مینزی) | ۲۰۰۹ | ۶      | برای همه   |
| "بدترین زن"                | ۲۰۱۳ | ۴      | تک‌آهنگ     |
| "ام‌تی‌بی‌دی"                 | ۲۰۱۴ | ۱۱     | درهم شکستن |

### همکاری‌ها
| عنوان                                             | سال  | جایگاه | آلبوم     |
| عنوان                                             | سال  | گائون  | آلبوم     |
| ------------------------------------------------- | ---- | ------ | --------- |
| "خبر داغ" (به‌همراه جی دراگون)                     | ۲۰۰۷ | —      | خبر داغ   |
| "دی‌جی" (به‌همراه اوم جونگ-هوا)                     | ۲۰۰۸ | —      | دیسکو     |
| "چی؟" (به‌همراه وای‌ام‌جی‌ای، وای‌جی فمیلی و دی‌جی رکس) | ۲۰۰۸ | —      | تک‌آهنگ    |
| "لیدرها" (به‌همراه جی دراگون و تدی)                | ۲۰۰۹ | ۳۸     | قلب‌شکن    |
| "بوسه" (به‌همراه دارا)                             | ۲۰۰۹ | ۵      | برای همه  |
| "حسّ کثیف" (به‌همراه اسکریلکس، دیپلو و جی دراگون)   | ۲۰۱۴ | —      | زنگ تفریح |
| "دکتر فلفل" (به‌همراه دیپلو، ریف رف و اُجی ماکو)    | ۲۰۱۵ | —      | تک‌آهنگ    |

     ترانه‌های کره‌ای زبان.
     ترانه‌های انگلیسی زبان.